# Вязмитинов, Сергей Кузьмич
Граф (с 19 августа 1818) Серге́й Кузьми́ч (Козьмич) Вязмити́нов (7 [18] октября 1744, Рыльский уезд, Белгородская губерния — 15 [27] октября 1819, Санкт-Петербург) — первый военный министр Российской империи (1802—1808), председатель Комитета министров (1812—1816), министр полиции (1812—1819), главнокомандующий в Санкт-Петербурге (1805, 1812), санкт-петербургский военный генерал-губернатор (1816—1818).

## Биография
Сын небогатого помещика из рода Вязмитиновых, племянник Я. И. Булгакова. Десяти лет от роду был записан унтер-офицером в Обсервационный корпус, в 1761 году произведён в прапорщики и переведён в ландмилиционный украинский корпус. Не имея связей, быстро сделал карьеру. Через десять лет он был уже подполковником и адъютантом графа П. А. Румянцева.
Первую войну с турками начал в должности флигель-адъютанта графа З. Г. Чернышёва. Произведённый в 1777 году в полковники, он получил в командование Астраханский пехотный полк. В 1784 году был произведён в бригадиры; в 1786 г. — в генерал-майоры, и ему было поручено сформировать Астраханский гренадерский полк, командиром которого он и был назначен.
В войну 1787 г. с Турцией Вязмитинов отправлен на театр военных действий с отрядом гренадерских и егерских батальонов и принял участие во взятии крепостей Хотина, Аккермана и Бендер, награждён орденом св. Владимира 2-й степени. В 1790 году был назначен правителем Могилёвского наместничества и командиром Белозерского егерского корпуса.
В 1793 году — генерал-поручик, в 1794 году он был назначен сенатором и исполняющим должность Уфимского и Симбирского генерал-губернатора, а в 1795 г. — командующим Оренбургским корпусом с особым поручением — водворить порядок среди казахов и настоять на избрании ими ханом приверженца России Есима.
Удачно исполнив это поручение, Вязмитинов назначен в 1798 году шефом Московского мушкетерского полка и оренбургским военным губернатором, в 1797 г. — комендантом Петропавловской крепости, а затем членом военной коллегии и управляющим комиссариатским департаментом. Вязмитинов ввёл в ведомстве новые штаты и быстро изготовил для армии обмундирование нового образца, в 1798 году произведён командованием в генералы от инфантерии.
При Павле I попал в опалу и в 1799 году вышел в отставку. Александр I в 1801 году снова вызвал Вязмитинова на службу, поручив ему сначала управление малороссийскими губерниями, а затем назначив вице-президентом Военной коллегии. Это неожиданное возвышение высмеяно в анонимной сатире «А ты, холоп виновой масти…».
С образованием в 1802 году министерства военно-сухопутных дел Вязмитинов назначен военным министром, и на его долю выпала вся трудность организации нового министерства: учреждена временная канцелярия военного министра, преобразованная затем в департамент, упорядочена деятельность военной коллегии, инженерная часть отделена от артиллерийской и учреждена особая инженерная экспедиция, реорганизованы управление и заведование крепостями и артиллерией и учрежден особый комитет для рассмотрения проектов по улучшению артиллерии; объединены в одно ведомство провиантский и комиссариатский департаменты, преобразован генерал-аудиториат, усилена армия, и в ней введена на новых началах дивизионная организация; введено земское ополчение и сделано многое другое.
Отъезжая в 1805 году на театр войны, Александр I поручил Вязмитинову управление Санкт-Петербургом со званием главнокомандующего, которое он и носил во всё время отсутствия государя. В 1808 году, утомлённый трудами по устройству военного министерства, Вязмитинов по прошению был уволен в отставку, но с образованием Государственного совета (1810) назначен его членом, а в 1812 году — председателем комитета министров. На время отсутствия императора и А. Д. Балашова ему поручено заведование министерством полиции и управление Петербургом. 31 марта 1812 г. утверждён присутствующим сенатором в 1-м департаменте и в общем собрании, когда он время для сего иметь будет.
Как администратор Вязмитинов вёл себя крайне осторожно. Во время Отечественной войны 1812 года он не допустил в Петербурге такой шпиономании, какая царила в Москве при Ф. В. Ростопчине. Вигель аттестует Вязмитинова как «старинного, честного, верного и преданного русского холопа» и обвиняет в чрезмерном чинопочитании:

Его доброта и честность были столь же известны, как ум его и деятельность: трудолюбием и долговременною беспорочною службой единственно попал он наконец в люди. К сожалению, нахождение его в малых чинах при лицах строгих и не весьма вежливых начальников оставило в нём какое-то раболепство, не согласное с достоинством, которое необходимо для человека, поставленного на высокую степень.— «Записки» Вигеля
В 1816 году С. К. Вязмитинов получил пост санкт-петербургского военного губернатора. При нём Стрелка Васильевского острова оделась в гранит, принято «Постановление о тротуарах», во исполнение которого деревянные тротуары стали заменять на каменные. Начаты работы по перестройке Адмиралтейства и Исаакиевского собора. На исходе жизни стал проситься в отставку по болезни. Накануне снятия с генерал-губернаторской должности получил титул графа с возможностью передать его потомкам, которых у него не было.
В качестве управляющего министерством полиции отметился тем, что в 1814 г. запретил публиковать критику игры актёров императорских театров, а также «замечания в адрес лиц, состоящих на государственной службе».
Сергей Кузьмич Вязмитинов скончался 15 октября 1819 года. Сообщая о смерти А. Аракчееву, император Александр писал: «Смерть С. К. меня весьма опечалила и расстраивает в моих соображениях». Погребён в Лазаревской усыпальнице Александро-Невской лавры.

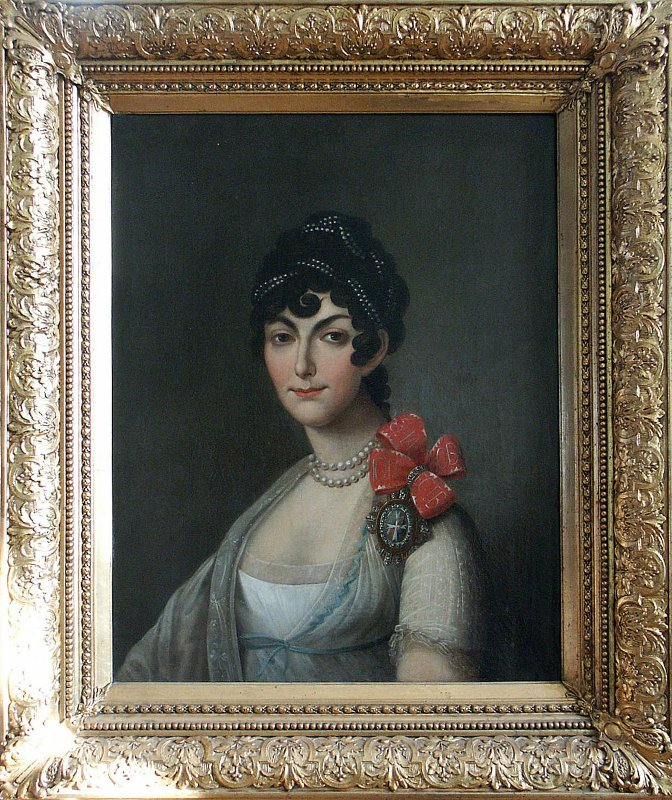
Александра Вязмитинова, жена

## Награды
- Орден Святого Владимира 2-й степени (22.09.1792)
- Орден Святой Анны 1-й степени (05.04.1797)
- Орден Святого Александра Невского (03.05.1798)
- Орден Святого Иоанна Иерусалимского, большой командорский крест (09.04.1799)
- Бриллиантовые знаки к ордену Святого Александра Невского (12.12.1805)
- Орден Святого Андрея Первозванного (30.08.1814)

## Частная жизнь и интересы
Жена (с 1786 года) — Александра Николаевна Энгельгардт (1767—1848), дочь могилёвского наместника Н. Б. Энгельгардта, выпускница Смольного института. С 15 сентября 1804 года — кавалерственная дама ордена Святой Екатерины. Супруги жили несогласно и детей не имели. Роман Вязмитиновой с генерал-прокурором П. В. Лопухиным был высмеян в анонимных стихах и, вероятно, послужил причиной постигшей её мужа при Павле I опалы. Скончалась в Петербурге и похоронена на кладбище Александро-Невской лавры.
Вязмитинов посещал литературные вечера у адмирала А. С. Шишкова. С. П. Жихарев высказывал мнение, что «любовь его к словесности, желание следить за её успехами и уважение к трудам литераторов заслуживают того, чтобы пред ним отворились двери и самой Академии». Действительно, в 1818 году Академия Российская избрала его своим почётным членом.
По свидетельству шурина Л. Н. Энгельгардта, Вязмитинов играл на виолончели и не пропускал в Петербурге ни одной театральной премьеры. Даже умер он, собираясь ехать на бенефис Е. Колосовой. В 1781 году сочинил на музыку Фрейлиха оперу «Новое семейство», которая была поставлена в чернышёвском имении Чечерске к приезду престолонаследника Павла Петровича в наместничество его тестя Энгельгардта.